# Tapisserisöm
Tapisserisöm eller tapisseri är ett sätt att, sedan 1800-talets början, med ett tätt och helt täckande sätt brodera tyg, till exempel en möbelklädsel. Stygnen som används är vanligen korsstygn.